# Ерріко Малатеста
Ерріко Малатеста (італ. Errico Malatesta; 4 грудня 1853, Санта-Клара-Капуа-Ветере — 22 липня 1932, Рим) — італійський анархіст. Провів велику частину свого життя у вигнані з Італії й в цілому понад десять років перебував у в'язниці. Малатеста писав і редагував ряд радикальних газет і був другом Бакуніна.

## Біографія

### Ранні роки
Еріко Малатеста народився в сім'ї поміщиків середнього класу в Санта-Марія-Капуа-Ветере, Італія (в провінції Казерта) 14 грудня 1853 року. Його предки були правителями Ріміні. Перший із тривалої серії арештів відбувся у віці чотирнадцяти років, коли його затримали за написання «нахабного та загрозливого» листа королю Віктору Еммануїлу II.
Малатеста був знайомий з маззінським республіканізмом під час вивчення медицини в Неаполітанському університеті; проте він був виключений з університету в 1871 році за участь у демонстрації. Частково через його захоплення Паризькою комуною та частково через дружбу з іншими соціалістами того ж року приєднався до неапольської секції Інтенаціоналу, а також вивчився на механіка і електрика. У 1872 році він познайомився з Михайлом Бакуніним, з яким брав участь у Міжнародному конгресі Інтернаціоналу. Наступні чотири роки Малатеста допомагав поширювати інтернаціоналістичну пропаганду в Італії; його двічі ув'язнили за ці дії.  
Після Бакуніна, Малатеста став масоном у Неаполі 19 жовтня 1875 року, сподіваючись вплинути на молодих членів. Однак, коли ложа організувала прийняття на честь міністра внутрішніх справ Джованні Нікотера, Малатеста покинув 18 березня 1876 р. і став антимасоном .
У квітні 1877 року, Малатеста, Карло Кафьеро, Кравчинський Сергій і близько тридцяти інших почали повстання в провінції Беневенто, захопили села Летіно і Галло-Матезе без боротьби. Революціонери спалили податкові регістри і оголосили про припинення правління короля. Після відходу з Галло вони були арештовані урядовими військами і Ерріко провів шістнадцять місяців за ґратами і був виправданий. Після того як Джованні Пассананте здійснив замах на короля Умберто I, радикали перебували під постійним наглядом поліції. Хоча анархісти стверджували, що не мають ніякого відношення до Пассананте, Малатесту, який був прихильником соціальної революції, включили у список небезпечних активістів. Повернувшись у Неаполь, він був змушений покинути Італію восени 1878 року.

### Роки вигнання

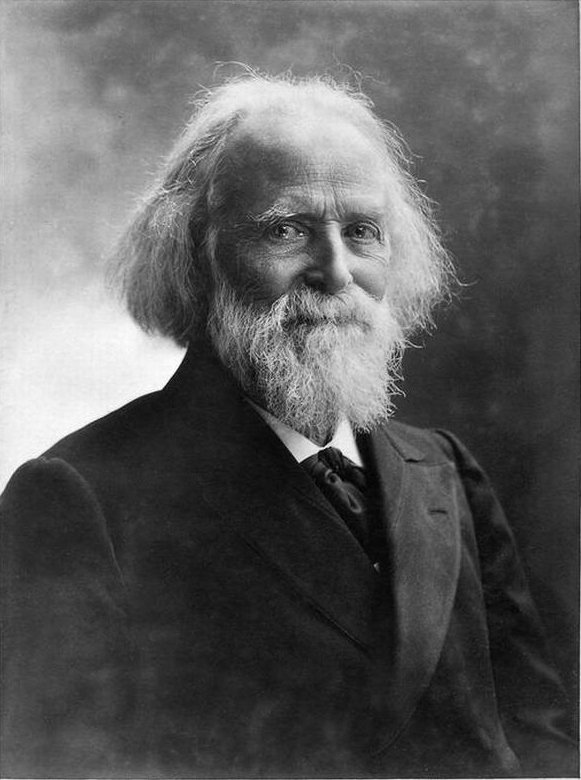
Видатний французький анархіст Жан Жак Реклю (1830—1905), друг Ерріко Малатеста.

Він ненадовго поїхав до Єгипту, відвідавши деяких італійських друзів, але незабаром був висланий італійським консулом. Після роботи на французькому кораблі, коли йому відмовили у в'їзді до Сирії, Туреччини та Італії, він висадився в Марселі, де пробрався до Женеви, Швейцарія — тогочасного анархістського центру. Саме там він подружився з Реклюсом та Петром Кропоткіним, допомагаючи останньому у виробництві La Révolte. Перепочинок у Швейцарії був короткий, і через кілька місяців його вигнали зі Швейцарії, поїхавши спочатку до Румунії, перш ніж доїхати до Парижа, де він працював механіком.
У 1881 році вирушив до Лондона. Проживав тут з перервами наступні 40 років.
Малатеста взяв участь у Конгресі анархістів, який відбувся в Лондоні 14 липня 1881 року. Серед інших делегатів були Пітер Кропоткін, Франческо Саверіо Мерліно, Марі Ле Компте, Луїза Мішель та Еміль Готьє. Конгрес визначив, що «пропаганда ділом» — шлях до соціальної революції.
З початку англо-єгипетської війни в 1882 році Малатеста організували невелику групу, щоб допомогти боротися проти англійців. У серпні, він і троє інших чоловіків вирушили до Єгипту. Вони висадилися в Абу-Кір, потім вирушила в Рамлех, Александрія. Після важкого переходу через озеро Марьют, їх затримали британські сили без будь-яких бойових дій. Він таємно повернувся в Італію в наступному році, де займався видавництвом газет.

### Арешт в Італії
Кінець 1890-х років був періодом соціальних потрясінь в Італії, відзначених поганими врожаями, зростанням цін та селянськими заколотами. Певний час здавалося, що державна влада дуже хитка. Малатеста повернувся до портового міста Анкона, щоб взяти участь у анархістському русі серед тамтешніх докерів. Незабаром Малатесту визнали як лідера під час вуличних боїв з поліцією та заарештували; тому він не брав участь у заворушеннях 1898 та 1899 рр.
Малатеста був засуджений до строкового ув'язнення на острові Лампедуза. З в'язниці Малатеста прийняв жорстку позицію проти участі у виборах від імені ліберальних і соціалістичних політиків, виступаючи проти Саверіо Мерліно та інших лідерів анархістів, які були за вибори як надзвичайний захід під час соціальних потрясінь.
Він зміг втекти з в'язниці в травні 1899 року, і йому вдалося повернутися до Лондона через Мальту та Гібралтар. Його втеча відбулася за допомогою товаришів по всьому світу, включаючи анархістів у Патерсоні, Нью-Джерсі, Лондоні та Тунісі, які допомогли йому залишити острів на кораблі грецьких рибалок, які відвезли його до Суса.
У наступні роки Малатеста відвідав США, виступаючи там з анархістами серед італійських та іспанських іммігрантів. Повернувшись додому в Лондоні, за ним пильно стежила поліція, яка розглядала анархістів як загрозу після вбивства Умберто I у липні 1900 року.
Після Першої світової війни Малатеста врешті-решт повернувся до Італії остаточно. Через два роки після повернення, в 1921 році, італійський уряд його знову ув'язнив, але звільнили за два місяці до приходу фашистів до влади. З 1924 по 1926 рік, коли Беніто Муссоліні закривав всю незалежну пресу, Малатеста видавав журнал Pensiero e Volontà. Далі він прожив відносно спокійне життя, заробляючи на життя електриком. Після багатьох років регулярних бронхіальних нападів, у нього розвинулася бронхіальна пневмонія, від якої він помер через кілька тижнів у п'ятницю 22 липня 1932 року.